# Бертхолд фон Швейнфурт
Бертхолд фон Швейнфурт (на немски: Berthold von Schweinfurt, Bertoldus, * неизвестно, † 15 януари 980) от род Швайнфурти става през 941 г. граф в Нордгау, през 960 г. граф в Раденцгау, 961 г. граф на Долен Нааб, 973 г. граф във Фолкфелд. През 976 г. след успешни боеве против Бохемия и Унгария той е маркграф, през 980 г. граф в Източна Франкония.

## Биография
Той е вероятно син (или внук) на баварския херцог Арнулф I Лошия от род Луитполдинги или е син на неговия брат херцог Бертхолд. По друга теория той е от фамилията на Попоните. Със сигурност той е брат или чичо на маркграф Леополд I от Австрия, родоначалникът на младите Бабенберги.
През 941 г. Ото I Велики дава на Бертхолд да пази осъдения граф Лотар II фон Валбек, който е освободен след една година. Те се сприятеляват и Бертхолд се жени през 942 г. за дъщеря му Ейлика († 19 август 1015), която основава Бенедиктинския манастир Швайнфурт.
През 964 г. той трябва отново да пази затворник на Ото, този път крал Беренгар II от Италия, когото пази в Бамберг. През 973 г. Бертхолд участва в потушаването на въстанието на баварския херцог Хайнрих II.

## Фамилия
Бертхолд се жени през 942 г. за графиня Ейлика (Айлесвинта) фон Валбек († 19 август 1015), дъщеря на граф Лотар II фон Валбек († 991) и графиня Матилда фон Арнсбург († 992). Te имат децата:
- Хайнрих (* пр. 980, † 18 септември 1017), маркграф на Швайнфурт
- Буко, Бурхард фон Нордгау (1003 доказан)
- вероятно и Ейлика, 1010 г. абатиса на манастир Нидернбург в Пасау